# Henrietta Bell Wells
Henrietta Pauline Bell Wells (Houston, 11 ottobre 1912 – Baytown, 27 febbraio 2008) è stata un'attivista statunitense.

## Biografia
Nata vicino ad Houston, stato del Texas divenne celebre in quanto divenne il primo membro femminile afroamericano della squadra di dibattiti del Wiley College, una fra le più importanti università storicamente afroamericane.
Sposò Wallace Wells, diventò insegnante e continuò il suo lavoro socialmente impegnato in Indiana, Texas e Louisiana.

## Nella cultura di massa
Nel film The Great Debaters del 2007, il suo ruolo venne interpretato dall'attrice Jurnee Smollett, anche se per l'occasione il suo nome venne cambiato in Samantha Booke.